# 伊拉馬
伊拉馬（西班牙語：Ilama），是洪都拉斯的城鎮，位於該國西北部，由聖巴巴拉省負責管轄，始建於1750年，面積179.4平方公里，海拔高度298米，2001年人口8,189，人口密度每平方公里45.65人。
15°04′N 88°13′W / 15.067°N 88.217°W